# Adama Tamboura
Adama Tamboura (Bamako, 1985. május 18. –) mali válogatott labdarúgó.

## Sikerei, díjai
Djoliba AC
- Mali bajnok (1): 2004
- Mali kupagyőztes (2): 2002–03, 2004

Helsingborgs IF
- Svéd kupagyőztes (1): 2006